# 나카노모리 BAND
나카노모리 BAND(中ノ森BAND)는 나카노모리 아야코(中ノ森 文子)를 중심으로 구성된 일본의 여성 록 밴드이다.
2008년 6월 30일, 음악성의 차이를 이유로 해산했다.

## 개략
2004년 5월 13일 결성하여, 2005년 2월 23일 싱글 "ラズベリーパイ"(Raspberry Pie)로 데뷔했다. 같은 해 "Oh My Darlin'"이 인기 드라마 "鬼嫁日記"(악처 일기) 주제가로 선정되어 주목을 받았다.

## 멤버
현멤버
- AYAKO (나카노모리 아야코, 中ノ森 文子, 1985년 4월 4일 - ) : 보컬, 기타, 리더
- YUCCO (다구치 유미코, 田口 裕美子, 1982년 4월 5일 - ) : 베이스 기타
- SHINAMON (미시마 아키코, 三島 亜紀子, 1981년 5월 29일 - ) : 전자 키보드
- CHEETA (우라모토 에미, 浦本 絵美, 1979년 9월 21일 - ) : 드럼

휴업중인 멤버
- TOMOE (데시마 도모에, 手島 友恵, 1987년 1월 13일 - ) : 기타

## 디스코그라피

### 싱글
- ラズベリーパイ Raspberry Pie (2005년 2월 23일)
- Whatever (2005년 5월 25일)
- Oh My Darlin' (2005년 11월 23일)
- i Need Love (2006년 5월 31일)
- Fly High (2006년 8월 30일)
- 旅への扉 (2007년 7월 25일)
- イソブラボー/雪 (2007년 10월 24일)
- 風になりたい (2008년 1월 23일)

### 앨범
- OH MY DARLIN' ~Girl’s having Fun~ (2006년 1월 11일)
- Do the Rock (2006년 11월 22일)
- エレクトリックガール Electric Girl (2008년 3월 5일)
- GIRLS ROCK BEST (2008년 9월 24일)